# Луций Генуций Авентиненсис (консул 365 пр.н.е.)
Вижте пояснителната страница за други личности с името Луций Генуций Авентиненсис.
Луций Генуций Авентиненсис (на латински: Lucius Genucius Aventinensis) e политик на Римската република през 4 век пр.н.е.
Луций произлиза от плебейския клон Авентиненсис на патрицииската фамилия Генуции. Той е консул през 365 пр.н.е. заедно с Квинт Сервилий Ахала и отново с него през 362 пр.н.е. Той се бие против херниките и пада убит в битката.